# Jake Lloyd
Jake Matthew Lloyd (Fort Collins, 5 marzo 1989) è un attore statunitense, attivo come attore bambino tra la fine degli anni novanta e l'inizio degli anni duemila.
È principalmente ricordato per aver interpretato il ruolo del piccolo Anakin Skywalker in Star Wars - La minaccia fantasma (1999).

## Biografia
Figlio del soccorritore William Lloyd e dell'agente di spettacolo Lisa Riley, Jake Lloyd iniziò la sua carriera di attore nel 1996 interpretando Jimmy Sweet in quattro episodi di E.R. - Medici in prima linea. Nel corso dello stesso anno ottenne una certa notorietà, venendo scelto per interpretare Jake Warren in Una donna molto speciale e Jamie Langston in Una promessa è una promessa. Recitò inoltre nel film televisivo Apollo 11 nel ruolo di Mark Armstrong. Lloyd raggiunse la fama mondiale quando fu scelto da George Lucas per interpretare Anakin Skywalker in Star Wars - La minaccia fantasma (1999), il primo film della trilogia prequel di Guerre stellari. Centinaia di attori furono visionati prima che i produttori si decidessero per Lloyd, che Lucas riteneva soddisfacesse le sue esigenze di «un buon attore, entusiasta e molto energico». Il produttore Rick McCallum disse che Lloyd era «intelligente, smaliziato e amante di tutto ciò che è meccanico, proprio come Anakin».
Dopo aver dato voce ad Anakin in alcuni videogiochi correlati, Lloyd si ritirò dalla recitazione nel 2001, citando come motivi il bullismo da parte dei compagni di classe e lo stress causato dal fare fino a sessanta interviste al giorno. Lasciò Hollywood per Chicago, dove studiò un semestre al Columbia College Chicago. Continuò comunque ad apparire in fiere dedicate alla fantascienza e al fumetto. Nel 2012 fu incaricato di creare un video promozionale per la cantante Mallory Low, nel quale ha recitato Daniel Logan, interprete del giovane Boba Fett in Star Wars.
Il 17 giugno 2015 Lloyd è stato arrestato per guida pericolosa, guida senza patente e resistenza all'arresto. La madre Lisa Riley ha dichiarato che Lloyd soffre di schizofrenia e che l'incidente di guida era stato causato dal fatto che il figlio non aveva preso i suoi psicofarmaci; ha aggiunto che Lloyd, sempre a causa della sua malattia, l'aveva aggredita nella sua casa di Indianapolis il precedente 26 marzo. Nell'aprile 2016 è stato trasferito in una struttura psichiatrica. Riley ha affermato che la sua salute mentale è peggiorata ulteriormente dopo la morte della sorella Madison nel 2018.
Nel gennaio 2020, Lloyd e Riley hanno affermato di essersi trasferiti in California per stare più vicini alla famiglia.
Nel maggio 2023, quando Riley disse che Lloyd stava soffrendo di un completo "crollo psicotico", fu nuovamente arrestato dopo aver spento l'auto di Riley nel mezzo di un'autostrada trafficata; quando la polizia ha tentato di parlare con lui, ha comunicato con parole incomprensibili. Fu mandato in ricovero in un ospedale psichiatrico per 18 mesi.
In un'intervista del marzo 2024, la madre di Lloyd ha dichiarato che la sua salute mentale stava migliorando durante il ricovero.

## Filmografia

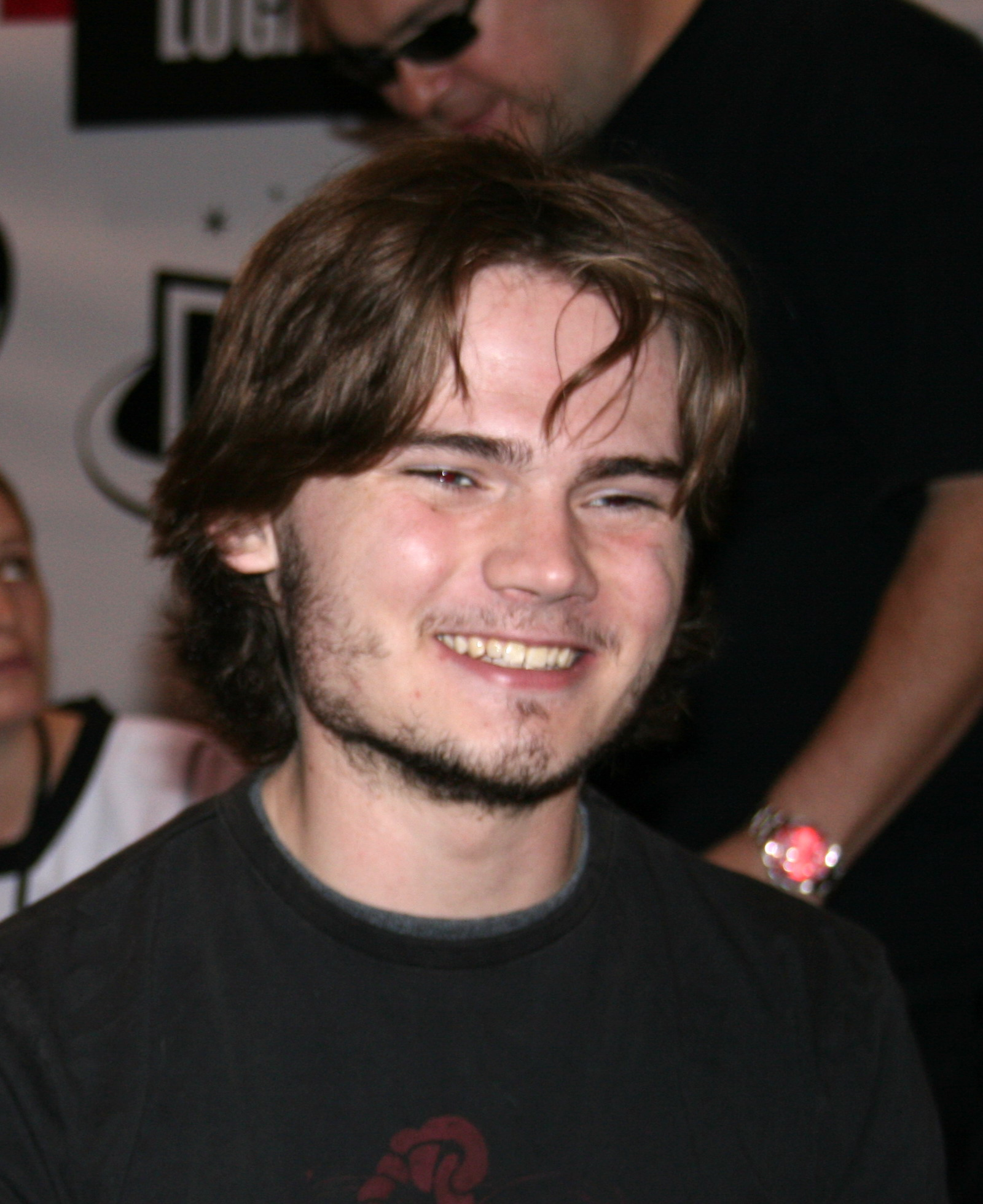
Lloyd nel 2007

### Cinema
- Una donna molto speciale, regia di Nick Cassavetes (1995)
- Una promessa è una promessa, regia di Brian Levant (1996)
- Apollo 11, regia di Norberto Barba (1996)
- Host, regia di Mick Garris (1998)
- Star Wars - Episodio I - La minaccia fantasma (Star Wars: Episode I - The Phantom Menace), regia di George Lucas (1999)
- Muori con me, regia di Roberta Williams (2001)
- Madison, regia di William Bindley (2001)

### Televisione
- E.R. - Medici in prima linea (ER) – serie TV, 4 episodi (1996)
- Jarod il camaleonte (The Pretender) – serie TV, 5 episodi (1996-1999)
- Obi-Wan Kenobi – miniserie TV (2022) - cameo con filmati d'archivio

### Doppiaggio

#### Videogiochi
- Anakin Skywalker in Star Wars: Episodio I - La minaccia fantasma, Star Wars: Episode I Racer, Star Wars Episode I: Jedi Power Battles, Star Wars: Galactic Battlegrounds, Star Wars: Super Bombad Racing e Star Wars Racer Revenge

## Doppiatori italiani
Nelle versioni in italiano delle opere in cui ha recitato, Jake Lloyd è stato doppiato da:
- Niccolò Rizzini in Una donna molto speciale
- Alessio Ward in Una promessa è una promessa
- Alessio Puccio in Star Wars - Episodio I - La minaccia fantasma